# Distretto di San Andrés de Cutervo
Il distretto di San Andrés de Cutervo è uno dei quindici distretti  della provincia di Cutervo, in Perù. Si trova nella regione di Cajamarca e si estende su una superficie di 133,4 chilometri quadrati.

Istituito il 6 ottobre 1961, ha per capitale la città di San Andrés de Cutervo; al censimento 2005 contava 5.904 abitanti.